# Nuits d'été
Pour les articles homonymes, voir Les Nuits d'été, cycle de mélodies de Berlioz.
Pour plus de détails, voir Fiche technique et Distribution.
Nuits d'été (Sommarkvällar på jorden) est un film suédois réalisé par Gunnel Lindblom, sorti en 1987.

## Synopsis
À Stockholm, les relations de l'écrivain Tomas avec l'actrice Ulrika, au long d'une série de flashbacks.

## Fiche technique
- Titre : Nuits d'été
- Titre original : Sommarkvällar på jorden
- Réalisation : Gunnel Lindblom
- Scénario : Gunnel Lindblom, d'après la pièce Några sommarkvällar på jorden d'Agneta Pleijel, mise en scène par la réalisatrice et créée au Dramaten en 1986
- Directeur de la photographie : Lasse Björne
- Montage : Hélène Berlin
- Producteur : Peter Hald
- Sociétés de production : Svenska Filminstitutet, Sveriges Television, Spice Filmproduktion AB
- Société de distribution : Svenska Filminstitutet
- Genre : Comédie de mœurs
- Couleur - 104 min
- Date de sortie ( Suède) : 13 avril 1987

## Distribution
- Sif Ruud : Karna
- Per Mattsson : Tomas
- Margaretha Byström : Ulrika
- Harriet Andersson : Magda
- Mona Malm	: Gertrud
- Ulf Johanson : Fredrik
- Inga-Lill Andersson : Tanja
- Leif Ahrle : le frère

(interprètes de la pièce au Dramaten, dans les mêmes rôles)